# Glenopteris
Glenopteris is een geslacht van vlinders van de familie spinneruilen (Erebidae), uit de onderfamilie Calpinae.

## Soorten
- G. bipupillata Hampson
- G. herbidalis Guenée, 1854
- G. oculifera Hübner, 1821
- G. ornata Schaus, 1911